# Vironchaux
Vironchaux är en kommun i departementet Somme i regionen Hauts-de-France i norra Frankrike. Kommunen ligger i kantonen Rue som tillhör arrondissementet Abbeville. År 2022 hade Vironchaux 507 invånare.

## Befolkningsutveckling
Antalet invånare i kommunen Vironchaux
| Referens: INSEE |